# Кіріл Акальський
Кіріл Акальський (болг. Кирил Акалски, * 17 жовтня 1985, Пловдив, Болгарія) — болгарський футболіст, воротар пловдивського «Локомотива».

## Кар'єра
Першим клубом стала місцева «Маріца». Професійну футбольну кар'єру розпочав у другому дивізіоні у сезоні 2004/2005. Усього гравець провів за клуб 61 матч. Узимку 2008 перейшов до іншої місцевої команди - «Локомотив». У січні він підписав з клубом контракт на два з половиною роки.
31 жовтня 2009 був втягнений у бійку під час матчу з ФК Ботев